# Tsukuyomi - Moon Phase
Tsukuyomi - Moon Phase (月詠 -MOON PHASE-) est un manga seinen comique de Arima Keitaro en 16 volumes, prépubliés dans le magazine Comic Gum. Une adaptation sous forme de série TV de 25 épisodes (plus un 26e épisode inédit réservé à l'édition DVD) a été réalisée à partir d'octobre 2004 par Akiyuki Shinbo (Le Portrait de Petite Cosette).

## Histoire
Kohei Morioka est un jeune photographe japonais travaillant pour un magazine consacré à l'occultisme. En mission en Allemagne, il observe un jour une mystérieuse jeune fille prendre un bain de lune sur le toit d'un château réputé hanté. N'écoutant que sa curiosité, il s'y rend... et bien malgré lui libère la jeune fille, qui s'avère être une jeune vampire caractérielle qui, après avoir mordu "grand frère" Kohei, insiste pour que celui-ci l'appelle "Maître" et obéisse à ses moindres caprices. Et il est encore plus étonné de la retrouver installée chez lui quand il revient au Japon...

## Personnages
- Hazuki/Luna
- Kohei Morioka
- Vigo
- Elfriede
- Seiji
- Hiromi
- Haji
- Comte Kinkel
- Grand-Père Mido
- Art

## Adaptation animée

### Staff
- Réalisateur : Akiyuki Shinbo
- Planning : Mayori Sekijima
- Musique : Daisaku Kume
- Character Design: Masahiro Aizawa
- Directeur artistique : Satoru Kuwabara
- Son : Toshiki Kameyama
- Visuels : Nobuyuki Takeuchi

### Cast
- Chiwa Saito est Hazuki/Luna
- Hiroshi Kamiya est Kohei Morioka
- Fumihiko Tachiki est Vigo
- Yumi Kakazu est Elfriede

### Liste des épisodes
- 01.Oniisama, watashi no SHIMOBE ni narinasai♡「おにいさま、私のシモベになりなさい♡」
- 02.Goshujin-sama to oyobinasai♡ 「御主人様とお呼びなさい♡」
- 03.Onii-sama, atashi to issho ni kurashite kudasai ne♡ 「おにいさま、私といっしょに暮らしてくださいね♡」
- 04.Oniisama, ...KISU shitaku natchatta♡ (おにいさま、・・・キスしたくなっちゃった♡)
- 05.Oniisama, full full full moon♡ (おにいさま、ふるふるふるむーん♡)
- 06.Oniisama to Kyoto de...ufu♡ wakuwaku♡ (おにいさまと京都で…うふ♡わくわく♡)
- 07. ...Datte hoshikattanda mon♡ 「……だって欲しかったんだもん♡」
- 08.Kaasama ga kitekureta! ureshii♡ 「母様がきてくれた！うれしい♡」
- 09.Oniisama, watashi o yume kara tasukete...onegai 「おにいさま、私を夢から助けて…おねがい」
- 10.Yurusanai...hajimete no shimobe no kuse ni 「ゆるさない…初めてのシモベのくせに」
- 11.Oniisama, ansei ni shitenakya dame♡ 「おにいさま、安静にしてなきゃダメ♡」
- 12.Yurusenai no, aitsu dake wa...! 「ゆるせないの、あいつだけは…！」
- 13.Onii-sama, minna de hakushaku o taoshimashō ne♡ 「おにいさま、みんなで伯爵を倒しましょうね♡」
- 14.Oniisama to isshoni...osanpo shitai desu♡ 「おにいさまといっしょに…お散歩したいです♡」
- 15.Oniisama, "sekinin" tottekudasai ne♡ 「おにいさま、“せきにん”とってくださいね♡」
- 16.Oniisama, doushitemo furufurudou no nekomimi manju janakucha dame nandesu♡ 「おにいさま、どうしてもふるふる堂のネコミミ饅頭じゃなくちゃだめなんです♡」
- 17.Oniisama, nande konna koto ni naru wake!? 「おにいさま、なんでこんなことになるわけ!?」
- 18.Yaho~♡ Haiho~♡ Ima, aini ikimasune♡ 「ヤッホー♡ハイホー♡ 今、会いに行きますね♡」
- 19.Oyama no hi yukemuri no saru neko no hige ...de, antatachi dare? 「 お山の日 湯けむりのサル ねこのヒゲ …で、あんたたち誰？ 」
- 20.Ojii-sama, dōshite sonna kakkō shiterun desuka? 「 おじいさま、どーしてそんな格好してるんですか？ 」
- 21.Oniisama, sorette doko no chihou no temari uta? 「 おにいさま、それってどこの地方の手まり唄？ 」
- 22.Oniisama, sonna hito dattan desuka!? 「 おにいさま、そんな人だったんですか!? 」
- 23.Oniisama, watashitte sonna ni hen desuka? 「 おにいさま、わたしってそんなにヘンですか？ 」
- 24.Sayonara, Oniisama...watashi, honto ni kaetchauyo? Kaetchauyo? 「 サヨナラ、おにいさま……私、ホントに帰っちゃうよ？ 帰っちゃうよ？」
- 25.Oniisama, saishuukai da soudesuyo ♡ Zutto watshi no shimobe de itekudasai ne ♡♡♡ 「おにいさま、最終回だそうですよ♡ ずっと私のシモベでいてくださいね♡♡♡」
- 26. Oniisama, yurayura kirakira donburako korette, na~nda?「おにいさま、ゆらゆらきらきらどんぶらこ これって、なーんだ？」

### Musiques
Générique d'ouverture 
- Neko Mimi Mode par Dimitri from Paris et Hazuki (Chiwa Saito) (épisode 1–8, 10–13, 15–24)
- Tsuku Yomi Mode par Dimitri from Paris et Luna (Chiwa Saito) (épisode 9, 14)

Ending 
- Pressentiment Triste par Marianne Amplifier featuring Yuka (épisode 1-2, 9, 14, 19)
- Kanashii Yokan par Marianne Amplifier featuring Yuka (épisode 3-6, 8, 11-13, 15-16, 18, 20-24)
- Nami no Toriko ni naru you ni par Noriko Ogawa (épisode 7)
- Neko Mimi Mode par Dimitri from Paris et Hazuki (Chiwa Saito) (épisode 25)

## Liens
- Site officiel JVC Music
- Site officiel TV Tokyo
- Site officiel de l'éditeur US Funimation
- Site du manga